# Lothar Buchmann
Lothar Buchmann (* 15. August 1936 in Breslau; † 21. November 2023 in Reichelsheim) war ein deutscher Fußballspieler und -trainer. Als Spieler absolvierte er bei den Vereinen 1. FSV Mainz 05 und Eintracht Bad Kreuznach von 1955 bis 1963 in der alten erstklassigen Fußball-Oberliga Südwest 191 Spiele und erzielte dabei 49 Tore. Nach der Einführung der Fußball-Bundesliga ab der Saison 1963/64 kamen in den damaligen zweitklassigen Fußball-Regionalligen Südwest beziehungsweise Süd bei den Clubs Wormatia Worms und VfR Bürstadt von 1963 bis 1974 noch weitere 131 Ligaspiele mit 26 Toren hinzu. In der Fußball-Bundesliga trainierte er von 1978 bis 1985 die Vereine Darmstadt 98, VfB Stuttgart, Eintracht Frankfurt, Kickers Offenbach und den Karlsruher SC. Mit Eintracht Frankfurt gewann der Fußball-Lehrer 1981 den DFB-Pokal.

## Laufbahn

### Als Spieler
Der aus der Jugendabteilung aufgerückte Nachwuchsspieler Lothar Buchmann debütierte bei Mainz 05 am 22. Januar 1956 beim Auswärtsspiel gegen den FK Pirmasens in der Fußball-Oberliga Südwest. Er spielte im damaligen WM-System auf Halbrechts, konnte aber auch auf Halblinks eingesetzt werden. Sein erstes Tor für das Mainzer Oberligateam erzielte er in seinem dritten Ligaeinsatz am 5. Februar, beim 6:2-Erfolg gegen Phönix Ludwigshafen. In der Mannschaft von Trainer Gerd Higi kam er in seiner ersten Oberligasaison 1955/56 auf zwölf Einsätze, wobei ihm fünf Tore glückten. Die nächsten vier Runden, 1956/57 bis 1959/60, gehörte er der Stammelf der Mannschaft vom Bruchwegstadion an. Die beste Platzierung mit den Rheinhessen erlebte er mit Trainer Josef Kretschmann in der Runde 1957/58, als er in 27 Spielen elf Tore erzielte und die 05er den sechsten Rang belegten. Persönlich ragte für den Halbstürmer aber das Folgejahr 1958/59 heraus, als er in 24 Ligabegegnungen 17 Tore erzielte und er sich dabei am 19. April 1959, beim 4:3-Heimsieg gegen Wormatia Worms, als vierfacher Torschütze auszeichnen konnte. Nach der ersten Saison des neuen Mainzer Trainers Heinz Baas, 1959/60, schloss er sich nach 106 Oberligaspielen für Mainz mit 38 Toren dem Ligakonkurrenten Eintracht Bad Kreuznach an und wechselte in das Nahetal.
Die letzten drei Runden des alten erstklassigen Oberligasystems, 1960/61 bis 1962/63, bestritt Buchmann als feste Mittelfeldgröße bei den Blau-Weissen vom Eintracht-Sportfeld Heidenmauer. In seiner ersten Saison lernte er in Kreuznach noch die Trainerqualitäten des Ex-Nationalspielers Jupp Rasselnberg kennen, ehe von 1961 bis 1963 Heinz Elzner die Oberligaära als Trainer in Kreuznach beendete. Buchmann absolvierte an der Seite von Torhüterlegende Gottlieb Kappel (204 Oberligaeinsätze für die Sportgemeinschaft Eintracht) in seinen drei Jahren 85 Ligaspiele mit elf Toren. Mit Einführung der Fußball-Bundesliga, 1963/64, schloss er sich Wormatia Worms in der damals zweitklassigen Fußball-Regionalliga Südwest an.
In Worms absolvierte der jetzt zumeist als linker Außenläufer agierende Buchmann, in der Debütrunde der Regionalliga 1963/64, alle 38 Ligaspiele für die Wormatia und erzielte dabei zwölf Tore. Das Ziel des Einzugs in die Bundesligaaufstiegsrunde wurde aber mit 58:18 Zählern knapp mit einem beziehungsweise zwei Punkten Rückstand gegenüber Borussia Neunkirchen und dem FK Pirmasens als Tabellendritter verfehlt. Als Vizemeister zog er mit der Wormatia aber 1965 in die Aufstiegsrunde ein, konnte sich aber gegen den späteren Aufsteiger Borussia Mönchengladbach und die weiteren Rivalen SSV Reutlingen und Holstein Kiel nicht durchsetzen. Herausragend war der Auftritt am letzten Spieltag, den 26. Juni, als Buchmann mit seinen Mannschaftskameraden der „Fohlenelf“ von Trainer Hennes Weisweiler mit deren herausragendem Angriff Laumen, Heynckes, Rupp, Netzer und Waddey im ausverkauften Bökelbergstadion vor 35.000 Zuschauern, ein 1:1-Remis abtrotzen konnte. Nach 72 Regionalligapartien mit 23 Toren schloss sich der 31-Jährige 1966 dem südhessischen Amateurverein VfR Bürstadt an.
Dort feierte er 1971/72 mit 64:8 Punkten die Meisterschaft in der Amateurliga Hessen vor dem FSV Frankfurt und damit den Aufstieg in die Fußball-Regionalliga Süd. Spielertrainer Buchmann agierte mit reifen 37 und 38 Jahren auf der Liberoposition und erreichte mit den Schwarz-Weißen in den letzten zwei Jahren der zweitklassigen Regionalliga die Plätze 13. und 14. Für ihn kamen nochmals 59 Spiele mit drei Toren in der Regionalliga hinzu, womit er insgesamt 131 Regionalligaeinsätze mit 26 Toren vorzuweisen hat. Durch die Einführung der 2. Fußball-Bundesliga ab der Serie 1974/75 in zwei Staffeln, musste Bürstadt wieder in der Amateurliga Hessen antreten. Buchmann hatte 1974 erfolgreich an der Deutschen Sporthochschule in Köln unter Lehrgangsleiter Gero Bisanz die Ausbildung zum Fußball-Lehrer absolviert und kam mit Bürstadt in den Jahren 1975 und 1976 zu zwei Vizemeisterschaften. 1975 führte er als Trainer die Südhessen zur Deutschen Amateurmeisterschaft.
Erfolge als Spieler
- 1965 Vizemeister in der Fußball-Regionalliga Südwest
- 1972 Meister in der Amateurliga Hessen und Aufstieg in die Regionalliga Süd

### Als Trainer
Der Einstieg von Buchmann als Trainer im Profibereich der Bundesliga erfolgte am 15. November 1976, als er Udo Klug beim SV Darmstadt 98 in der 2. Bundesliga Süd ablöste. Am Rundenende standen die „Lilien“ vom Stadion am Böllenfalltor mit 46:30 Punkten hinter Meister und Bundesligarückkehrer VfB Stuttgart und den Verfolgern 1860 München, Kickers Offenbach, FC Homburg und dem 1. FC Nürnberg auf dem sechsten Rang. In seinem zweiten Trainerjahr führte er Darmstadt 1977/78 mit 90:43 Toren und 58:18 Punkten als Meister der Südliga mit fünf Punkten Vorsprung vor dem 1. FC Nürnberg in die Fußball-Bundesliga. Leistungsträger des Überraschungsmeisters waren Walter Bechtold, Peter Cestonaro, Manfred Drexler, Otto Frey, Uwe Hahn, Hans Lindemann, Bernhard Metz, Dieter Rudolf (Torhüter), Willi Wagner, Joachim Weber, Willibald Weiss und Edwin Westenberger.
In der Bundesliga blieben die Spieler fast durchweg in ihren Berufen tätig. Sie arbeiteten halbtags und trainierten lediglich viermal pro Woche. Sie hatten relativ niedrige Grundgehälter, wurden dafür aber an den Zuschauereinnahmen beteiligt. In der Sportberichterstattung sprach man vom „Darmstädter Modell“. Am Rundenende stieg Darmstadt mit 21:47 Punkten aus der Bundesliga ab. Den ersten doppelten Punktgewinn konnten die Buchmann-Schützlinge am achten Spieltag durch den 3:2-Heimerfolg gegen Borussia Dortmund landen. Die Mannschaft erwarb sich durch ihre spielerischen Auftritte, das sichtbar vorhandene System und die Disziplin viele Sympathien und Buchmann kam in die Kandidatenliste für die Nachfolge von Jürgen Sundermann in Stuttgart, der seine Rückkehr in die Schweiz nach Schluss der Runde angekündigt hatte. Am 12. April wurde Buchmann in Darmstadt entlassen, er hatte zuvor sein Engagement zur nächsten Runde beim VfB Stuttgart bekannt gegeben und wurde ab dem 18. April 1979 durch seinen bisherigen Assistenten Klaus Schlappner ersetzt, der am letzten Spieltag der Saison mit einer 1:7-Heimniederlage gegen den VfB Stuttgart die Runde beendete. Der Sportjournalist Ernst Huberty sprach in der ARD-Sportschau „vom besten Schlusslicht, das die Bundesliga je hatte“.
Buchmann belegte mit dem VfB Stuttgart 1979/80 punkt- und torgleich mit dem 1. FC Kaiserslautern den dritten Platz in der Bundesliga. Im DFB-Pokal war er im Viertelfinale bei Borussia Dortmund gescheitert und hatte sich nach Erfolgen gegen Torino Calcio, Dynamo Dresden, Grasshoppers-Club Zürich (bei GC wirkte „Wundermann“ Sundermann), Lokomotive Sofia bis in das Halbfinale im UEFA-Cup gespielt, wo er mit den Schwaben dann nach einem 2:1-Heimerfolg durch die 0:2-Niederlage am 22. April 1980 bei Borussia Mönchengladbach unmittelbar vor dem Finale ausschied. Aber bereits im März 1980 brodelte in Stuttgart die Gerüchteküche. „Sundermann kommt zurück“, hieß es, denn der in Zürich lebende Wahl-Schweizer leide unter großer Sehnsucht nach der Bundesliga. Es habe bereits erste Gespräche zwischen „Sund“ und „MV“ über seine Rückkehr nach Stuttgart gegeben, wo Nachfolger Buchmann im ungeliebten Focus von Fans, Medien sowie Spielern wie Hansi Müller und Karlheinz Förster stand. Dass mit Dieter Hoeneß eine zentrale Figur des Angriffsfußballs im Sommer 1979 verlustig gegangen war, wurde in Stuttgart von den neuen „elf Geschäftsleuten“, dem Präsidium, den Medien und den Fans geflissentlich übersehen. Buchmann und der VfB beendeten nach einer sportlich guten Runde die Zusammenarbeit und er übernahm ab 1980/81 Eintracht Frankfurt.
Aber auch die Trainerstation bei der Eintracht stand von Beginn an unter dem Zeichen ungelöster Probleme. Jürgen Grabowski, der überragende Spieler der letzten Dekade, hatte nach dem Gewinn des UEFA-Cups 1980 wegen einer Verletzung seine Karriere beendet. In der Bundesliga hatten sich die Adlerträger mit einem negativen Punktekonto mit dem neunten Rang begnügen müssen, und die Zukunft des Torjägers Harald Karger war wegen der im Finale gegen Gladbach zugezogenen Verletzung ungewiss. Über allem hing aber der Schatten des bei den Fans sehr beliebten Ex-Trainers Friedel Rausch als schwere Hypothek in der Luft. Buchmann beendete mit Frankfurt die Hinrunde mit einem 2:2-Heimremis am 13. Dezember 1980 gegen Fortuna Düsseldorf und stand mit 19:15 Punkten auf dem sechsten Rang. Im UEFA-Cup war der Titelverteidiger aber in der dritten Runde, drei Tage zuvor, durch eine 0:2-Niederlage beim FC Sochaux (mit Revelli, Stopyra, Genghini) ausgeschieden. Im DFB-Pokal hatte man dagegen die 3. Hauptrunde durch einen 3:0-Sieg gegen SSV Ulm 1846 überstanden und hatte es im Achtelfinale 1981 mit dem VfB Oldenburg zu tun. In der Rückrunde kam die Eintracht auf die gleiche Punkteausbeute wie in der Vorrunde und belegte nach 34 Spieltagen den fünften Rang, dies ohne ein Tor von Harald Karger, der nur in drei Spielen den Versuch unternehmen konnte, ein Comeback zu starten. Im Pokal hatte man in Oldenburg mit 5:4 Toren gewonnen, im Viertelfinale die Sundermann-Elf aus Stuttgart am 28. Februar 1981 mit 2:1 Toren aus dem Wettbewerb befördert und war durch ein 1:0 im Halbfinale gegen Hertha BSC in das Finale eingezogen. Da setzte sich die Mannschaft von Trainer Buchmann am 2. Mai 1981 in Stuttgart mit 3:1 Toren gegen den 1. FC Kaiserslautern durch.
Nach dem Pokalsieg beendete auch Bernd Hölzenbein seine Karriere bei Eintracht Frankfurt und flog nach Florida, um es bei Fort Lauderdale Strikers etwas geruhsamer angehen zu lassen. Mit 37:31 Punkten kam Buchmann 1981/82 mit der Eintracht auf den achten Rang in der Bundesliga und trat im Sommer 1982 beim Mainkonkurrenten Kickers Offenbach in der 2. Bundesliga sein neues Amt an.
Buchmann führte die Elf vom Bieberer Berg 1982/83 zur Vizemeisterschaft und stieg mit den Kickers in die Bundesliga auf. Am 15. März 1984 wurde er, mit 13:33 Punkten auf dem 18. Platz rangierend, entlassen und durch Hermann Nuber abgelöst. Er folgte dem Ruf seines alten Clubs aus Bürstadt und übernahm den Aufsteiger in die 2. Bundesliga. Ab dem 25. März 1985 war Buchmann aber beim Bundesligisten Karlsruher SC als Nachfolger von Werner Olk tätig. Er konnte die Badener aber auch nicht mehr vor dem Abstieg retten und stieg mit dem KSC in die zweite Liga zur Runde 1985/86 ab. Dort schuf er mit seiner geglückten Personalplanung im Sommer 1985 – er war für die sportliche Qualifikation der Neuzugänge Srećko Bogdan, Günter Franusch, Oliver Kreuzer, Milorad Pilipović, Jürgen Schmidt, Lars Schmidt, Rainer Schütterle und Wolfgang Trapp verantwortlich – die Grundlagen für die KSC-Erfolge unter Trainer Winfried Schäfer. Am 25. April 1986 wurde er auf dem fünften Rang stehend in Karlsruhe entlassen.
Es folgten noch zwei weitere Engagements in der 2. Bundesliga bei Viktoria Aschaffenburg und Rot-Weiss Essen, ehe er nach einer Kurzvisite beim Linzer ASK sich ab 1989 nur noch im Amateurbereich betätigte.
Erfolge als Trainer
- 1975 Deutscher Amateurmeister mit dem VfR Bürstadt
- 1978 Meister in der 2. Bundesliga Süd mit Darmstadt 98 und Aufstieg in die Fußball-Bundesliga
- 1980 Dritter Platz in der Bundesliga und Halbfinale im UEFA-Cup mit dem VfB Stuttgart
- 1981 DFB-Pokalsieger mit Eintracht Frankfurt
- 1983 Vizemeister in der 2. Bundesliga und Aufstieg in die Bundesliga mit Kickers Offenbach

## Sonstiges
Lothar Buchmann lebte in Klein-Gumpen, einem kleinen Ortsteil der Großgemeinde Reichelsheim (Odenwald). Dort betrieb der ehemalige Grundstücksachbearbeiter des Landratsamts Heppenheim eine private Fußballschule für Nachwuchstalente. Ein Bericht über ihn in der Frankfurter Rundschau vom 17. September 2010 ist mit der Überschrift „Der erste Quälix“ versehen und sagt aus, dass „er seit Beginn seiner Trainerkarriere bekannt dafür war, dass er wie kaum ein anderer für Ordnung und Disziplin steht.“ Er war verheiratet und hatte drei Töchter.